# Eudoro de Alexandria
Eudoro de Alexandria (em grego:  Εὔδωρος ὁ Ἀλεξανδρεύς; Século I a.C.) foi um filósofo que fundou a escola neopitagórica de Alexandria por volta de 40 a.C., enquanto Nigídio Fígulo também fundara o neopitagorismo, mas em Roma e um pouco mais cedo, por volta de 60 a.C., Também pode ser classificado na escola médio-platônica. Ele tentou reconstruir a filosofia de Platão em termos de pitagorismo.
Perdemos suas obras, mas os fragmentos (em Estobeu e Plutarco) mostram que ele escreveu sobre astronomia e lógica; ele comentou sobre o Timeu de Platão e atacou as Categorias de Aristóteles. 
Segundo M. Baltes, o pseudo-Timeu, autor de um tratado neopitagórico Sobre o mundo, pertence ao círculo de Eudoro. 

## Filosofia
Eudoro encontra o fim moral na fórmula tanto pitagórica quanto platônica: "Siga a Deus". Pitágoras pede para que se assemelhe a Deus; Platão pede para "tornar-se, tanto quanto possível, semelhante à divindade" (Teeteto, 176b). Nesse princípio teleológico, ele acreditava ter encontrado uma definição adequada do objetivo comum de Pitágoras, Sócrates e Platão. Sua metafísica e cosmologia combinavam idéias platônicas, pitagóricas e estoicas. Ele é mencionado por Alexandre de Afrodísias em seu comentário sobre a Metafísica de Aristóteles. Essa menção foi frequentemente tomada como referência a um comentário anterior por Eudoro sobre a Metafísica de Aristóteles, embora o texto de Alexandre não diga isso de fato. A maneira como os textos de Aristóteles estavam disponíveis para Eudoro é agora um campo aberto para pesquisas. Simplício refere-se a ele como um filósofo peripatético e relata que ele havia escrito sobre as Categorias aristotélicas. Ele era natural de Alexandria e, segundo Estrabão, havia escrito uma obra "Sobre o Nilo", assim como Aríston de Alexandria.
Ele rompeu com o platonismo da Média Academia, cética. A originalidade doutrinária de Eudoro de Alexandria consiste em colocar o Um, supremo, único princípio verdadeiro (arkhê), acima de dois "princípios" na dualidade, a Mônada (ou segundo Um) e a Díada (o Ilimitado, a matéria, os elementos). Esta ideia é relatada por Simplício da Cilícia em seu Comentário sobre a 'Física' de Aristóteles, 181. Assim, Eudoro de Alexandria é o primeiro pensador a propor um monismo transcendente que anuncia Plotino. P. T. Keyser escreve em 1998 que a carta II do pseudo-Platão, apócrifa, ficaria sob a filosofia de Eudoro, nesta passagem: 
Sobre a natureza do primeiro, é por enigmas que devo contar-lhe sobre ... Em torno do rei de todas as coisas [o Um Supremo?] encontram-se todas as coisas; é em vista dele que tudo existe e é ele quem causa absolutamente tudo o que é belo. Ao redor do segundo [a Mônada?] As coisas de segundo nível [as Ideias? as almas?], e por volta da terceira [a díade?], as coisas de terceiro nível [a matéria? as coisas conhecidas pelos sentidos?]
–Platão, Cartas, carta n° II, 312, trad. Luc Brisson, Garnier-Flammarion, 1994, p. 83.
É possível que Sêneca resume a moral de Eudoro em suas Cartas a Lucílio, nº 89, 14 sq. 
Devido à aplicação da artimologia pitagórica a uma genealogia da descendência do Um no neopitagorismo, David Albertson considera Eudoro o primeiro henologista.

### Fragmentos de Eudoro de Alexandria
- C. Mazzarelli, Raccolta e interpretazione delle testimonianze e dei frammenti del medioplatonico Eudoro di Alessandria, in Rivista di Filosofia Neoscolastica, 77 (1985), p. 197-209 e 535-555. (texto grego dos fragmentos existentes com tradução para o italiano).
- Fócio, Bibliothèque (Myriobiblion, vers 835), trad. R. Henry, Les Belles Lettres, 9 t. Livre VII = t. 7, 1974, 462 p., p. 126-134. Esse texto sobre Pitágoras proviria - segundo Willy Theiler, Theiler, Zur Geschichte der teleologischen Naturbetrachtung bis auf Aristoteles, Berlin 1924, deuxième édition 1965 - d'Eudore d'Alexandrie.

### Estudos sobre Eudoro de Alexandria
- J. Dillon, The Middle Platonists, Cornell University Press, 1977, p. 115-135.
- Eric Dodds, "The 'Parmenides' of Plato and the Origin of the Neoplatonic One", Classical Philology, 22 (1928), p. 129-142.
- H. Dorrie, "Der Platoniker Eudorus von Alexandreia", Hermès, 79 (1944), p. 25-38 (reeditado em Platonica minora, Munich, 1976, p. 297-309).
- Charles H. Kahn, Pythagoras and the Pythagoreans, Hackett Publishing, 2001, p. 94-99.
- Irmgard Männlein-Robert: Eudoros von Alexandrien. In: Christoph Riedweg u. a. (Hrsg.): Philosophie der Kaiserzeit und der Spätantike (= Grundriss der Geschichte der Philosophie. Die Philosophie der Antike. Band 5/1). Schwabe, Basel 2018, ISBN 978-3-7965-3698-4, S. 555–561, 677 f.
- M. Bonazzi. "Eudorus and early Imperial Platonism", in R.W. Sharples-R. Sorabji (eds.), Greek and Roman Philosophy 100 BC-200 AD, London, Bulletin of the Institute of Classical Studies Supplement 2007, Vol. II, p. 365–378.
- P. T. Keyser, "Orreries, the Date of [Plato's] Letter II, and Eudorus of Alexandria", Archiv für Geschichte der Philosophie, 80, 1998, p. 241-267.
- H. Tarrant, "Eudorus and the Early Platonist Interpretation of the Categories", dans M. Achard et F. Renaud (éds.), Le commentaire philosophique (II), Laval théologique et philosophique, 64.3, 2008, p. 583-595.